# كلاركية (نبات)
الإكْلَرْكِيَة أو الإقْلَرقِيَة أو الكلاركيا (الاسم العلمي: Clarkia) هي جنس من النباتات تتبع فصيلة الأخدرية من رتبة الآسيات. تعد الكلاركية من النباتات السنوية النموذجية التي تنمو إلى طول أقل من 1.5 متر وأوراقها صغيرة وبسيطة من 1 إلى 10 سم حسب النوع. أزهارهم لها أربعة سبلات وأربع بتلات.
ويشار أحيانًا إلى العديد من أعضاء هذا الجنس بالاسم الشائع الغوديشية "godetia"، بما في ذلك الكلاركية المتقاربة والكلاركية الجذابة والكلاركية اللاسنية. هذا لأنهم كانوا مصنفين سابقًا في جنس يدعى الغوديشية Godetia والذي لم يعد معروفًا منذ تم استيعاب أعضائه في جنس الكلاركية. قد لا تزال المصادر القديمة تستخدم Godetia اسمًا لهذا الجنس. سُمي الجنس على شرف المستكشف وليام كلارك.

## أنواع نبات الكلاركية
يتم تصنيف أكثر من 40 نوعًا حاليًا في جنس الكلاركية جميعهم تقريباً من النباتات الأصلية في غرب أمريكا الشمالية ، على الرغم من أن أحد الأنواع (Clarkia tenella) أصله في أمريكا الجنوبية.
- كلاركية قرمزية
- كلاركية أرجوانية
- كلاركية أسطوانية
- كلاركية بسيطة
- كلاركية بوتية
- كلاركية جذابة
- كلاركية خلابة
- كلاركية جنوبية
- كلاركية جميلة
- كلاركية رقيقة
- كلاركية مرهفة
- كلاركية ثنائية الفصوص
- كلاركية معينية الشكل
- كلاركية شمالية
- كلاركية نحيلة
- كلاركية عصوية
- كلاركية نجمية